# Língua chamicuro
O Chamicuro (ou  Chamicolo, Chamicura) é uma língua aruaque em perigo crítico de extinção falada por 2 a 8 pessoas no Peru, às margens do rio Pampa Hermosa, afluente do rio  Huallaga. Os Chamicuros são cerca de 10 a 20 pessoas e os poucos falantes são idosos.
Como todas as línguas faladas por indígenas do Peru, o  Chamicuro é considerado um idioma oficial na sua área de atuação. Já existe até um dicionário da língua, mas nenhuma criança a fala, dada a preferência pelo espanhol.
Há controvérsias quanto à língua do povo Aguano, que foi estudada por Ruhlen (1987), e dita ser a mesma língua, mas os chamicuros negam essa hipótese (Cf. Wise, 1987). A semelhança deve-se a razões culturais e também ao fato de serem mutuamente inteligíveis, mesmo que seus falantes não se relacionem com frequência e as denominam com nomes diferentes.

## Fonologia
Chamicuro apresentas 4 vogais: /a, e, i, o, u/, as quais podem ser longas ou curtas.
|           | Bilabial | Alveolar | Palato-alveolar | Retroflexa | Palatal | Velar | Glotal |
| --------- | -------- | -------- | --------------- | ---------- | ------- | ----- | ------ |
| Oclusiva  | p        | t        |                 |            |         | k     | ʔ      |
| Africada  |          | t͡s       | t͡ʃ              | ʈʂ         |         |       |        |
| Fricativa |          | s        | ʃ               | ʂ          |         |       | h      |
| Nasal     | m        | n        |                 |            | ɲ       |       |        |
| Lateral   |          | l        |                 |            | ʎ       |       |        |
| Semivogal |          |          |                 |            | j       | w     |        |
| Vibrante  |          | ɾ        |                 |            |         |       |        |

## Comparação lexical
Lista dos possíveis cognatos chamicuro-amuesha (Ramirez 2019: 669-670; 2020: 157-158):
| Português         | Chamicuro     | Amuesha         |
| ----------------- | ------------- | --------------- |
| pelo / pena       | puaje, piʃ-le | puetʃ           |
| olho              | ohki          | -k(o)ʎeʔ        |
| dente             | ahsi          | -as             |
| unha              | -ʃ(i)to       | -ʃetʃep         |
| perna / coxa      | -peːji        | -poʔtʃ          |
| intestino         | -tʂole        | -tjo-retʂ       |
| pescoço           | tʂano         | tʂenopj         |
| seio / peito      | teni          | -senj           |
| fígado            | ohpana        | -opan           |
| osso              | kahpu         | -ap             |
| sangue            | iːla          | -eɻas           |
| pele              | ʂama          | -ɻom            |
| folha             | tʃih-pana     | -pan            |
| gordura           | -uhsi         | -seʔ            |
| mãe               | -aʔjihku      | -atʃ            |
| larva             | keni          | -enj            |
| árvore            | tʃe           | tsa-tʃ          |
| água              | unih-sa       | onj             |
| casa              | ahkotʃi       | pokoʎ           |
| lenha             | tʃima         | tso-m           |
| fumaça / nuvem    | ka-wsa        | os              |
| cinzas            | -hpe-ne       | -penj           |
| caminho           | ahtini        | tjonj           |
| noite             | tʃpolja-je    | tsap            |
| seco              | poʃe          | poɻa-ɻe         |
| cheio             | siːla         | tʃoɻ-           |
| alto              | onohko        | eno             |
| molhado           | sa-           | -asa            |
| branco            | ka-mala-      | waʎV-           |
| vermelho / maduro | tʃee-         | jeʔ             |
| morder            | -keʃi         | -atʂ            |
| ver               | -nis / -anas  | -ent / -ont     |
| ouvir             | -keʔm         | -ema            |
| dormir            | -mak          | -ma             |
| bater             | -aʂtakul      | -asot           |
| lavar             | -atoʂamaht    | -(a)tsamaʔt     |
| soprar            | -ahtale       | -atjor          |
| voar              | -asisk        | -ahn            |
| de pé             | -aʃtimi       | -tjom           |
| tu                | pi-           | pj-             |
| não               | ma-           | ma-             |
| outro / um        | pahna         | patje / poʔponj |